# La primadonna
La primadonna è un film del 1943 diretto da Ivo Perilli.

## Trama
Milano, inizi del XIX secolo. Una ragazza di provincia riesce per una fortunata coincidenza a sostituire una famosa attrice straniera e a debuttare nel grande Teatro alla Scala in un'opera importante e, nel contempo, riesce a portare via alla grande attrice il giovane fidanzato.
La donna, ferita nella dignità di attrice e di innamorata, decide di uccidere la rivale ma, nel momento decisivo, si pente e prova un senso di pietà per la giovane, tanto che finisce per perdonarla e darle il consiglio di lasciar perdere la vita complicata e ricca di insidie del palcoscenico.